# Strömparterren, Örebro

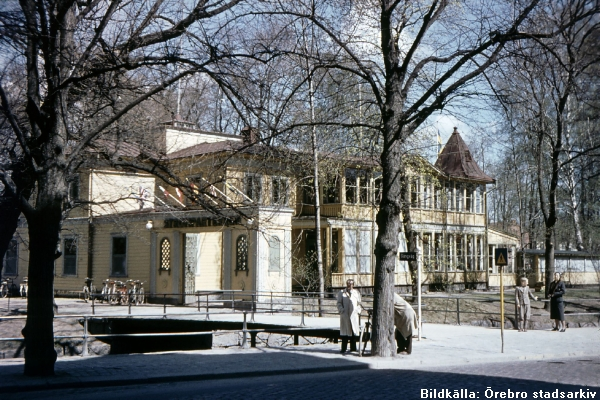
Strömparterren i Örebro 1950.

Strömparterren är en restaurang som är belägen på Varboholmen i Slottsparken i centrala Örebro.
Varboholmen kallades så, eftersom slottet hade sina varubodar där. Holmens ägdes, och ägs fortfarande av staten, och ingick förr i landshövdingens lönejord.
Konditor Pehr Pettersson, "Sockerpetter" även kallad, fick tillstånd att öppna en servering på holmen 1858. Omkring år 1870 uppfördes den nuvarande träbyggnaden. Glasverandorna åt öster tillkom på 1890-talet. Åren 1943-44 skedde en omfattande modernisering, varvid den nuvarande trädgården anlades.
År 1881 inköpte hotellbolaget rörelsen, som länge var sommarannex till Stora hotellet.
Strömparterren bedrivs idag som nöjesetablissemang och nattklubb under namnet Villa Strömpis.